# Anilingus

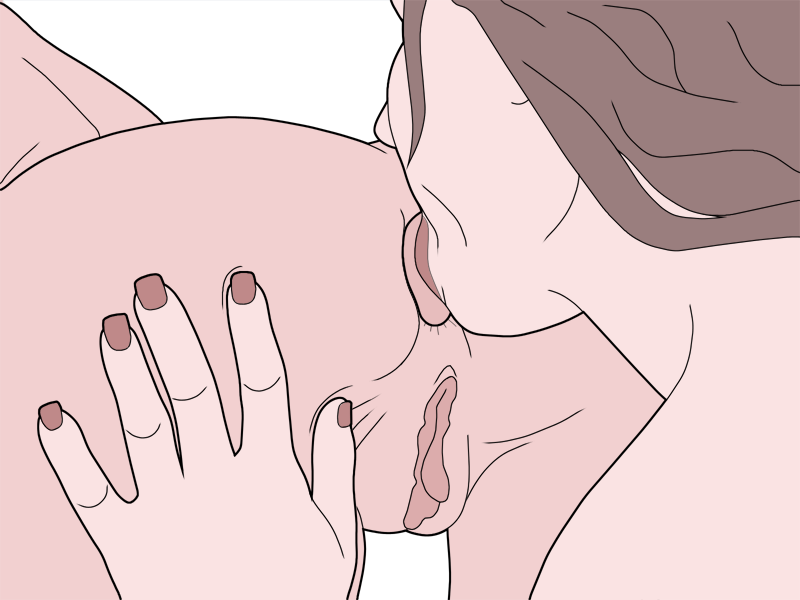
Anilingus sett ur en vinkel.

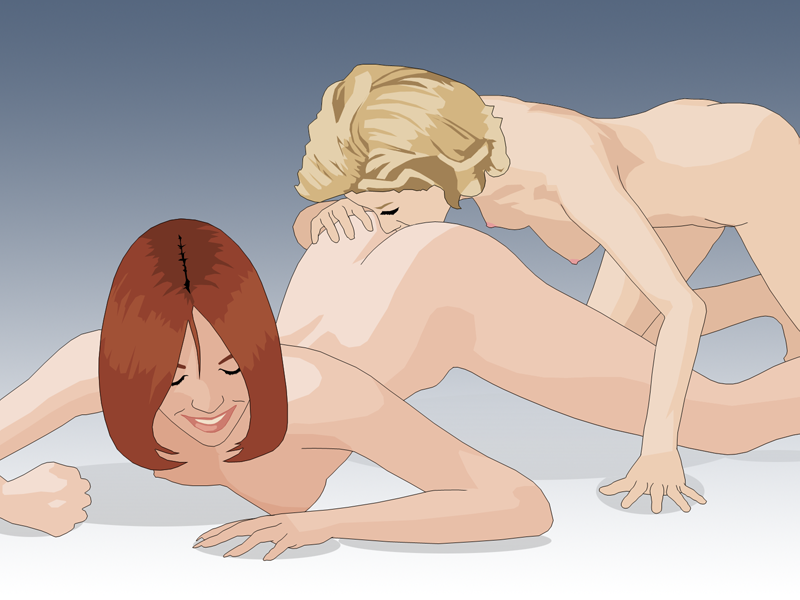
Anilingus sett från andra hållet.

Anilingus (från anus och lingus efter latines lingua, 'tunga') eller rimming (efter engelskans rim, 'kant', 'krans') är en sexuell aktivitet och en sorts oralsex. Den utförs genom att stimulera anus och området runt den med hjälp av mun och tunga. Njutningen hos mottagaren beror på känsliga nervceller runt analöppningen, och vissa kvinnor tycker om samtidig stimulering av anus och klitorisollon.
Anilingus medför liksom övriga typer av oralsex risk att smittas med sexuellt överförbara infektioner eller tarmbakterier. Smittorisken kan minskas med en slicklapp eller uppklippt kondom som skydd. Tvättning av anus minskar också risken för att tarmbakterier överförs.